# 이에키정
이에키정(家城町)은 일본 미에현 이치시군에 설치되었던 정이다. 현재의 쓰시의 일부에 해당한다.